# Кварцевый резонатор

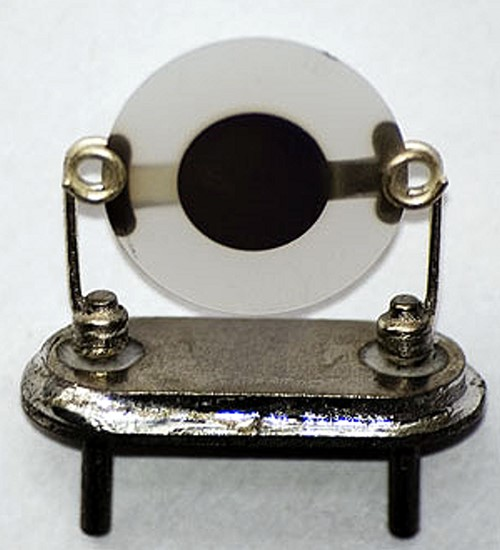
Кварцевый резонатор в кристаллодержателе

Ква́рцевый резона́тор (жарг. «кварц») — электронный прибор, в котором пьезоэлектрический эффект и явление механического резонанса используются для построения высокодобротного резонансного элемента электронной схемы.
Следует отличать кварцевый резонатор от устройств, использующих другие пьезоэлектрические материалы — например, специальную керамику (см. керамический резонатор).

## Принцип действия

Разные виды колебаний кварцевых резонаторов

На пластинку, тонкий цилиндр, кольцо или брусок, вырезанные из кристалла кварца с определённой ориентацией относительно кристаллографических осей монокристалла нанесены 2 или более электродов — проводящие металлические полоски, выполненные напылением в вакууме или вжиганием плёнки металла на заданные поверхности кристалла.
Резонатор механически крепится в узлах рабочей моды колебаний, чтобы снизить потери колебательной энергии через крепление кристалла. Для иных мод колебаний узлы собственных колебаний расположены в иных местах кристалла и поэтому иные моды колебаний подавлены. Для рабочей моды колебаний кристалл имеет некоторую собственную резонансную частоту механических колебаний, причем на этой частоте добротность механического резонатора очень высока.
При подаче напряжения на электроды благодаря обратному пьезоэлектрическому эффекту происходит изгиб, сжатие или сдвиг в зависимости от того, каким образом вырезан кристалл относительно кристаллографических осей, конфигурации возбуждающих электродов и расположения точек крепления.
Собственные колебания кристалла в результате пьезоэлектрического эффекта наводят на электродах дополнительную ЭДС и поэтому кварцевый резонатор электрически ведёт себя подобно резонансной цепи — колебательному контуру, составленному из конденсаторов, индуктивности и резистора, причем добротность этой эквивалентной электрической цепи очень велика и близка к добротности собственных механических колебаний кристалла.
Если частота подаваемого напряжения равна или близка к частоте собственных механических колебаний пластинки, затраты энергии на поддержание колебаний пластинки оказываются намного ниже, нежели при большом отличии частоты. Это тоже соответствует поведению электрического колебательного контура.

## Эквивалентная электрическая схема

Условное обозначение кварцевого резонатора (сверху) и его эквивалентная схема (снизу)

По поведению в электрических цепях кварцевый резонатор можно в первом приближении представить в виде эквивалентной электрической схемы, изображённой на рисунке где:
{\displaystyle C_{0}} — собственная ёмкость кристалла, образуемая электродами на кристалле — обкладками конденсатора, где диэлектриком является сам кристалл и параллельно соединённой с этой ёмкостью паразитной ёмкостью кристаллодержателя и электрических выводов;
{\displaystyle C_{1}}, {\displaystyle L_{1}} — эквивалентные ёмкость и индуктивность механической колебательной системы резонатора;
{\displaystyle R_{1}} — эквивалентное сопротивление потерь механической колебательной системы.
Математически электрический импеданс в виде преобразования Лапласа можно по правилам параллельного и последовательного соединения двухполюсников записать:
{\displaystyle Z(s)=\left({{\frac {1}{s\cdot C_{1}}}+s\cdot L_{1}+R_{1}}\right)\left\|\left({\frac {1}{s\cdot C_{0}}}\right)\right.,}
где {\displaystyle s=j\omega } — комплексная частота преобразования Лапласа, двумя вертикальными чертами обозначено параллельное соединение конденсатора {\displaystyle C_{0}} и цепи, состоящей из последовательно соединённых {\displaystyle C_{1}}, {\displaystyle L_{1}}, {\displaystyle R_{1}},
или:
{\displaystyle Z(s)={\frac {s^{2}+s{\frac {R_{1}}{L_{1}}}+{\omega _{\mathrm {s} }}^{2}}{s\cdot C_{0}\cdot (s^{2}+s{\frac {R_{1}}{L_{1}}}+{\omega _{\mathrm {p} }}^{2})}}.}
В такой эквивалентной схеме наблюдается два вида резонанса — последовательный, который наступает при равенстве реактивных сопротивлений {\displaystyle X_{C_{1}}} и {\displaystyle X_{L_{1}}}, при этом резонансе полное электрическое сопротивление (модуль импеданса) мало и практически равно {\displaystyle R_{1}} и параллельный резонанс, при котором равны полные сопротивления {\displaystyle X_{L_{1}}} и полное сопротивление цепи, состоящей их последовательно соединённых пары конденсаторов {\displaystyle X_{C_{1},C_{2}}}, при этом полное сопротивление цепи велико, так как ток при резонансе протекает во внутреннем контуре, состоящем из всех двухполюсников эквивалентной схемы.
Резонансная частота последовательного резонанса {\displaystyle \omega _{\mathrm {s} }}:
{\displaystyle \omega _{\mathrm {s} }={\frac {1}{\sqrt {L_{1}\cdot C_{1}}}}.}
Резонансная частота параллельного резонанса {\displaystyle \omega _{\mathrm {p} }}:
{\displaystyle \omega _{\mathrm {p} }={\sqrt {\frac {C_{1}+C_{0}}{L_{1}\cdot C_{1}\cdot C_{0}}}}=\omega _{s}{\sqrt {1+{\frac {C_{1}}{C_{0}}}}}.}
Измерением импеданса кварцевого резонатора на четырёх различных частотах после решения системы 4 уравнений можно определить параметры всех двухполюсников, входящих в эквивалентную схему. Практически, типичная ёмкость конденсатора {\displaystyle C_{1}} составляет десятые и даже сотые доли пФ, индуктивность {\displaystyle L_{1}} единицы-десятки Гн, сопротивление {\displaystyle R_{1}} — десятки-сотни Ом, паразитная ёмкость {\displaystyle C_{0}} — десятки пФ.
Так как волновое сопротивление {\displaystyle R_{w}={\sqrt {\frac {L_{1}}{C_{1}}}}} при последовательном и параллельном резонансах очень велико относительно последовательного сопротивления {\displaystyle R_{1}}, это обеспечивает очень высокую добротность резонансной цепи, достигающей нескольких миллионов.
Так как практически {\displaystyle C_{0}\gg C_{1}}, формулу для частоты параллельного резонанса можно упростить:
{\displaystyle \omega _{\mathrm {p} }={\sqrt {\frac {C_{1}+C_{0}}{L_{1}\cdot C_{1}\cdot C_{0}}}}=\omega _{s}{\sqrt {1+{\frac {C_{1}}{C_{0}}}}}\approx \omega _{s}\left(1+{\frac {C_{1}}{2C_{0}}}\right).}
Опять же, так как {\displaystyle C_{0}\gg C_{1}} из формул следует, что частоты последовательного и параллельного резонансов очень близки, например, для типичных {\displaystyle C_{1}=0,1} пФ и {\displaystyle C_{0}=10} пФ для кварцевого резонатора в несколько МГц частоты резонансов различаются на 0,5 %.
Резонансную частоту последовательного резонанса {\displaystyle \omega _{\mathrm {s} }} невозможно изменить подключением к кварцевому резонатору внешней цепи, так как индуктивность и ёмкость {\displaystyle C_{1}}, {\displaystyle L_{1}} эквивалентной схемы определяются собственным механическим резонансом кристалла.
Резонансную частоту параллельного резонанса можно снижать в небольших пределах, практически на доли процента, так как {\displaystyle C_{0}\gg C_{1}} и ёмкость {\displaystyle C_{0}} входит в формулу для частоты подключением к кварцевому резонатору внешнего конденсатора. Также возможно в малых пределах увеличить резонансную частоту подключением внешней катушки индуктивности, этот способ применяется редко.
Изготовители кварцевых резонаторов при их изготовлении механически юстируют резонансную частоту при некотором подключённом внешнем конденсаторе. Ёмкость конденсатора, обеспечивающего заявленную изготовителем частоту параллельного резонанса, обычно указывают в спецификации на конкретный резонатор, без подключения этого внешнего конденсатора резонансная частота будет немного выше.

## История

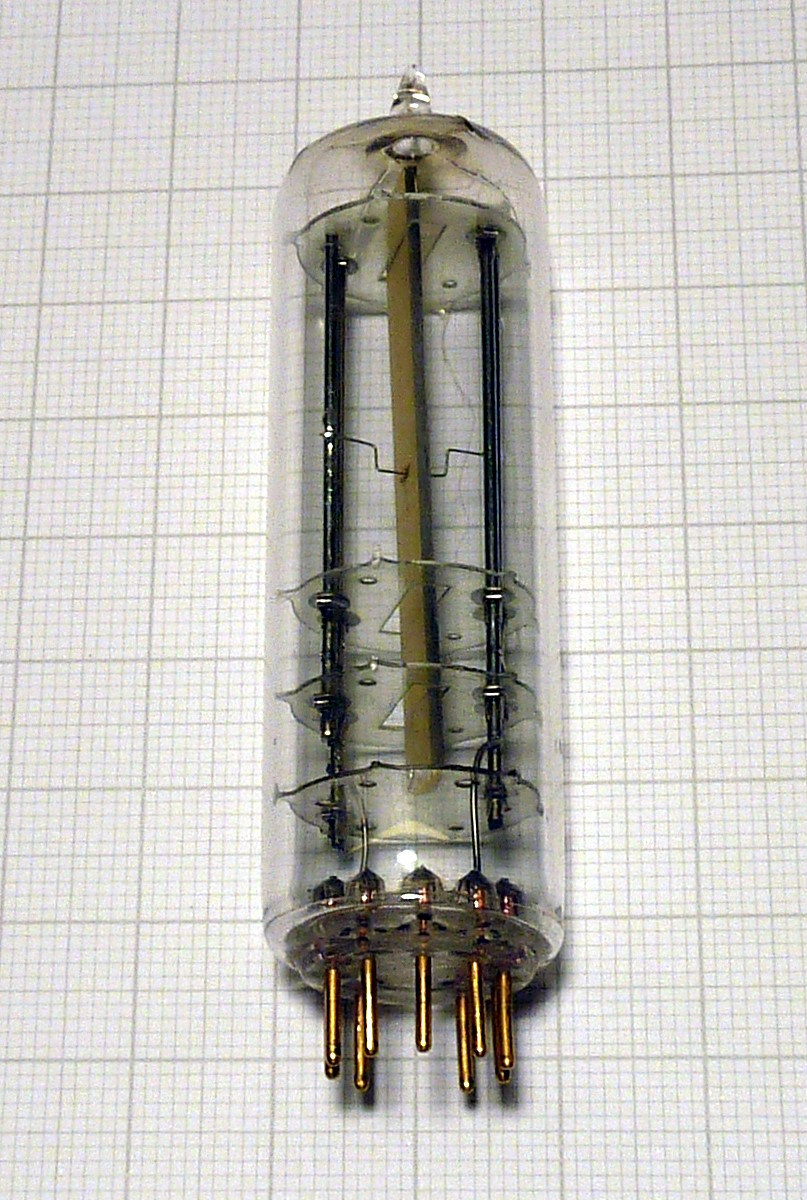
Кварцевый резонатор в герметичном стеклянном корпусе пальчикового бесцокольного исполнения

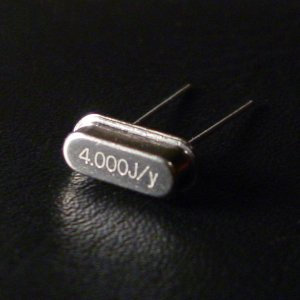
Резонатор на 4 МГц в миниатюрном металлическом герметизированном корпусе HC-49/US

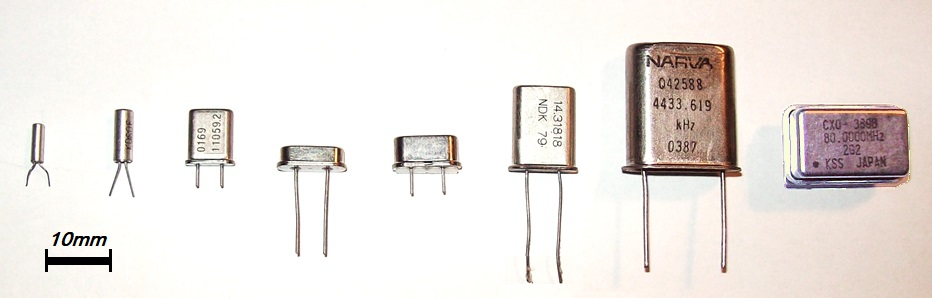
Металлические корпуса разнообразных размеров

Пьезоэлектрический эффект был впервые открыт братьями Жаком и Пьером Кюри в 1880 году. Поль Ланжевен впервые практически использовал этот эффект в ультразвуковом излучателе и приемнике ультразвука гидролокатора перед первой мировой войной.
Первый электромеханический резонатор на основе сегнетовой соли был изготовлен в 1917 году и запатентован в 1918 году Александром М. Николсоном (Alexander M. Nicholson) из компании Bell Telephone Laboratories, хотя его приоритет оспаривался Уолтером Гайтоном Кэди (Walter Guyton Cady), который изготовил кварцевый резонатор в 1921 году.
Некоторые улучшения в конструкцию кварцевых резонаторов предложены позже Льюисом Эссеном и Джорджем Вашингтоном Пирсом (George Washington Pierce).
Первые стабильные по частоте кварцевые резонаторы были разработаны в 1920—1930-х годах. Начиная с 1926 года, кварцевые резонаторы на радиостанциях стали использоваться в качестве элементов, задающих несущую частоту. В это же время резко возросло количество компаний, начавших выпускать кварцевые резонаторы, например, только до 1939 года в США было выпущено более чем 100 тыс. штук.

## Применение
Одним из самых популярных видов резонаторов являются резонаторы, применяемые в часовых схемах и таймерах. Частота одних из самых популярных часовых резонаторов составляет 32 768 Гц.
Применяются в генераторах с фиксированной частотой, где необходима высокая стабильность частоты. В частности, в опорных генераторах синтезаторов частот и в трансиверных радиостанциях для формирования DSB-сигнала на промежуточной частоте и детектирования SSB или телеграфного сигнала.
Также применяются в кварцевых полосовых фильтрах промежуточной частоты супергетеродинных приёмников. Такие фильтры могут выполняться по лестничной или дифференциальной схеме и отличаются очень высокой добротностью и стабильностью по сравнению с LC-фильтрами. В старых радиостанциях, прежде всего военных, наборы кварцевых резонаторов использовались для моментальной настройки на нужную частоту.
По типу корпуса кварцевые резонаторы могут быть выводные для объёмного монтажа (стандартные и цилиндрические) и для поверхностного монтажа (SMD).
Качество схемы, в которую входят кварцевые резонаторы, определяют такие параметры, как допуск по частоте (отклонение частоты), стабильность частоты, нагрузочная ёмкость, старение.

### Преимущества
- Достижение намного бо́льших значений добротности (104—106) эквивалентного колебательного контура, нежели любым другим способом.
- Малые размеры устройства (вплоть до долей миллиметра).
- Высокая температурная стабильность.
- Большая долговечность.
- Лучшая технологичность.
- Построение качественных каскадных фильтров без необходимости их ручной настройки.

### Недостатки
- Чрезвычайно узкий диапазон подстройки частоты внешними элементами. На практике, для многодиапазонных систем эта проблема решается построением синтезаторов частот различной степени сложности.